# Coeriana pretiosa
Coeriana pretiosa là một loài bướm đêm trong họ Noctuidae.